# دون هاريس
دون هاريس (بالإنجليزية: Don Harris)‏ هو لاعب كرة قدم أمريكية أمريكي، ولد في 8 فبراير 1954 في إليزابيث في الولايات المتحدة.

## وصلات خارجية
- دون هاريس على موقع مرجع كرة القدم المحترفة.كوم (الإنجليزية)